# Uskok Ruahine

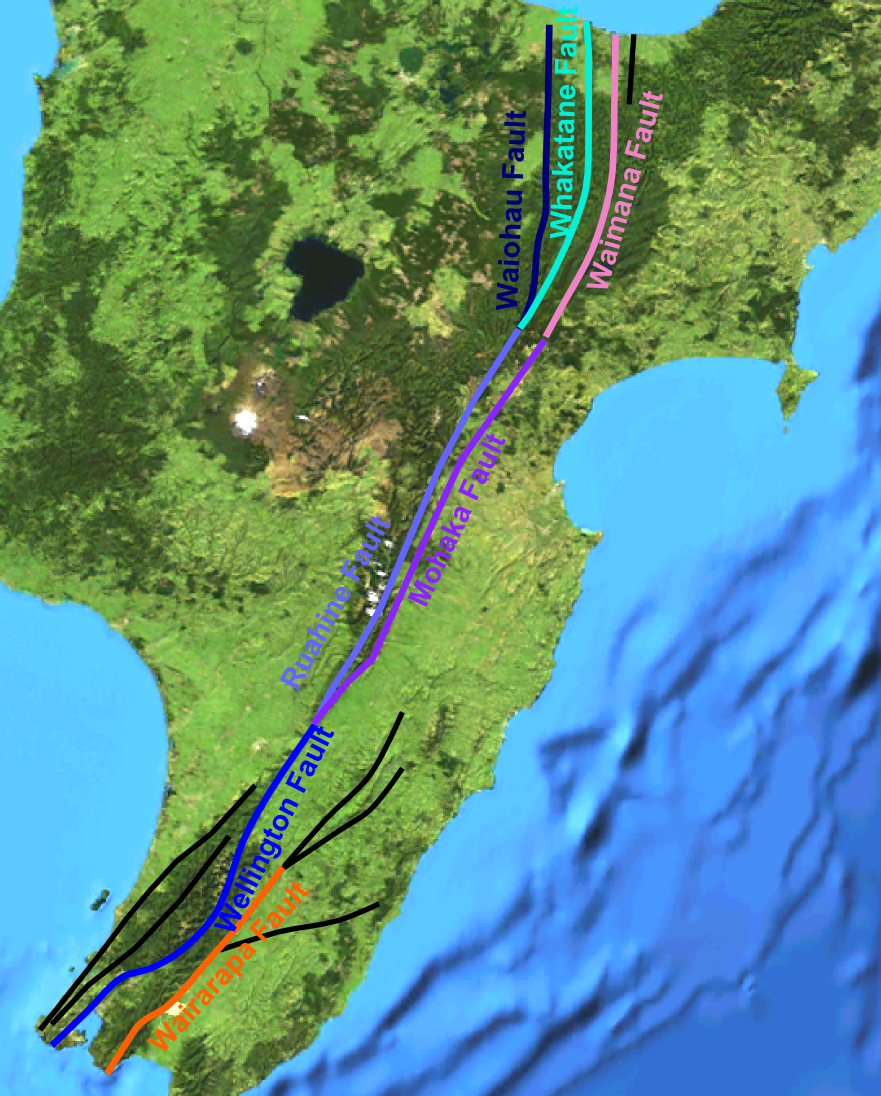
Mapa systemu uskoków North Island Fault System, uskok Ruahine zaznaczony jest kolorem jasnoniebieskim

Uskok Ruahine (ang. Ruahine Fault) – uskok dekstralny (prawoprzesuwczy), położony w środkowej części Wyspy Północnej w Nowej Zelandii. Uskok Ruahine wchodzi w skład systemu uskoków Wyspy Północnej, tzw. North Island Fault System, który umożliwia przenoszenie przemieszczeń wzdłuż uskoku transformacyjnego, stanowiącego granicę pomiędzy płytą pacyficzną i indoaustralijską .

## Przebieg
Uskok Ruahine położony jest w centralnej części systemu uskoków North Island. Uskok Ruhanie razem z uskokiem Mohaka rozpoczynają swój bieg w pobliżu wąwozu Manawatu Gorge, gdzie uskok Wellington rozgałęzia się na dwie odnogi. Uskok Ruhanie rozpoczyna swój bieg około 5 km na południe od wąwozu. Oba uskoki biegną w stosunku do siebie równolegle: Ruhaine – po północno-zachodniej stronie, a Mohaka po południowo-wschodniej stronie . Uskoki oddalone są od siebie o około 4 km. Uskok Ruahine składa się z czterech głównych segmentów, które biegną wzdłuż niego od południowej do północnej części: Kahuki – Southern Ruahine Range, Ohara Depression, Ngaruroro River – Tutaekuri River oraz Tutaekuri River – Napier-Taupō Higway. Uskok Ruahine kończy swój bieg w północnej części systemu uskoków North Island; gdzie przechodzi w uskok Waiohau .

### Segment Kahuki – Southern Ruahine Range
Segment stanowi południową część uskoku Ruahine, który obejmuje obszar gdzie uskok Wellington przechodzi w uskok Ruahine oraz ciągnie się do pasma górskiego Ruahine Range. W segmencie Kahuki – Southern Ruahine Range uwidaczniają się ślady uskoku biegnące po powierzchni ziemi oraz występują poziome strefy zgniotu. Ruchy czwartorzędowe miały miejsce w pobliżu Maharahara Trig.

### Segment Ohara Depression
Segment Ohara Depression rozpoczyna swój bieg na zachód od strefy kompresji położonej w okolicach Cullens. Segment rozciąga się pomiędzy depresją Ohara Depression a rzeką Ngaruroro River. Ostatnie przemieszczenie w tym segmencie nastąpiło wzdłuż uskoku McIndoe wzdłuż południowego brzegu rzeki Ngaruroro River w czwartorzędzie.

### Segment Ngaruroro River – Tutaekuri River
Segment rozciąga się pomiędzy dwoma rzekami Ngaruroro River i Tutaekuri River. W tym segmencie dochodzi do przekształcenia typu uskoku z przesuwczego w obrócony. Ponadto uskok Ruahine rozgałęzia się na dwie nici: wschodnią oraz zachodnią. Nić wschodnia (tzw. the Lizard) zbudowana jest z trzeciorzędowych osadów sedymentacyjnych. Natomiast nić zachodnia biegnie wzdłuż granicy uskoku obróconego Miroroa.

### Segment Tutaekuri River – Napier-Taupō Higway
Segment Tutaekuri River – Napier-Taupō Higway stanowi północną część uskoku Ruahine, który położony jest pomiędzy rzeką Tutaekuri River a drogą łączącą miasta Napier i Taupō. W tej części segmentu uskok ponownie schodzi się w jeden bieg. Ostatnie duże pęknięcie wzdłuż tego segmentu miało miejsce na obszarze Puketitiri w roku 1850 BP.  

## Aktywność sejsmiczna
Uskok Ruahine razem z uskokiem Wellington ukształtowały się około 2,5 mln lat temu (plejstocen) pod wpływem napierania płyty pacyficznej na wschodnie wybrzeże Wyspy Północnej. Badania prowadzone wzdłuż uskoku Ruahie wskazują, że pęknięcia które miały miejsce wzdłuż jego biegu miały tylko charakter regionalny i nie powodowały deformacji terenu na całym jego odcinku.
Uskok Ruhanie jest mniej aktywny od uskoku Mohaka. Średnie tempo przesuwania się uskoku wynosi 1-2 mm/rok. Przerwy czasowe pomiędzy dużymi trzęsieniami ziemi wynoszą około 1000-5000 lat, za średni okres powrotów dużych trzęsień ziemi przyjmuje się około 3000 lat. Pojedyncze duże trzęsienie ziemi mogą powodować przesunięcie uskoku o około 4 m (+/- 1 m).